# Jairo Ramos
Jairo Rafael Ramos Gizzi (La Guaira, 21 agosto 1971) è un ex giocatore di baseball e allenatore di baseball venezuelano naturalizzato italiano.

## Carriera

### Giocatore

#### Club
La prima parte della carriera di Ramos si è svolta prevalentemente nel campionato del suo paese natale, il Venezuela. Tuttavia ha avuto una parentesi ai Medicine Hat Blue Jays, franchigia di Rookie League affiliata ai Toronto Blue Jays.
Nel 1998 ha iniziato a dividersi fra il campionato italiano, con la divisa del Grosseto, e le leghe invernali oltreoceano nei Leones del Caracas. In totale con il sodalizio maremmano ha giocato 12 stagioni, prima di passare alla Fortitudo Baseball Bologna prima, e al San Marino Baseball poi.
Il 31 agosto 2013, nel corso della semifinale scudetto contro Bologna, ha battuto il suo fuoricampo numero 100 nel campionato italiano.
Nel 2017, a Novara, il quasi quarantaseienne Ramos oltre al ruolo di giocatore aveva assunto anche quello di hitting coach, ma nel mese di giugno è stato tagliato da entrambi gli incarichi.

#### Nazionale
Dopo aver ottenuto il passaporto per via di una discendenza italiana, la ha giocato la sua prima partita in Nazionale nel 2001 in occasione del World Port Tournament di Rotterdam. Diventerà presenza fissa in azzurro, avendo infatti disputato il World Baseball Classic 2006, i Mondiali 2009 e 2011 e gli Europei 2010 (vinti proprio dall'Italia) e 2016.
In totale, con la Nazionale italiana ha collezionato 97 presenze.

### Allenatore
Durante il girone di semifinale della IBL 2008, quando rivestiva il ruolo di giocatore a Grosseto, Ramos è stato scelto come nuovo manager insieme a Paolo Minozzi per guidare la squadra nel finale di stagione a seguito dell'esonero di Mauro Mazzotti.
A più di un anno dal ritiro da giocatore, nel 2019 Ramos ha assunto la guida tecnica del Pianoro Baseball, società emiliana neopromossa in Serie A2.
A partire dalla stagione seguente è stato scelto come nuovo manager del Jolly Roger Grosseto, altra squadra militante in A2, tornando così nel capoluogo maremmano da allenatore dopo gli anni vissuti da giocatore. Con l'unificazione tra Serie A1 e A2 avvenuta prima della stagione 2021 e l'acquisizione da parte della società di marchio e titoli dello storico BBC Grosseto, Ramos ha guidato di fatto la sua vecchia squadra nella massima serie. Durante la Serie A 2022 ha portato i biancorossi fino alle semifinali, poi perse 4-1 contro i futuri campioni del San Marino Baseball. L'anno seguente la squadra non è riuscita invece a raggiungere la poule scudetto, chiudendo con una salvezza. Nell'ottobre 2023 il club maremmano ha comunicato che le strade con Ramos si sarebbero divise per via del mancato accordo per il rinnovo.